# Viche
Viche ist eine Kleinstadt und eine Parroquia rural („ländliches Kirchspiel“) im Kanton Quinindé der ecuadorianischen Provinz Esmeraldas. Die Parroquia besitzt eine Fläche von 90,23 km². Die Einwohnerzahl lag im Jahr 2010 bei 5292. Die Parroquia wurde am 21. Januar 1941 gegründet.

## Lage
Viche liegt im Tiefland von Nordwest-Ecuador. Die Kleinstadt liegt am linken Ufer des Río Esmeraldas an der Einmündung des Río Viche. Viche befindet sich 36 km nördlich von Rosa Zárate, Verwaltungssitz des Kantons Quinindé. Die Fernstraße E20 (Santo Domingo de los Colorados–Esmeraldas) führt durch Viche.
Die Parroquia Viche grenzt im äußersten Westen an die Parroquia Coronel Carlos Concha Torres, im Norden an die Parroquia Majua (beide im Kanton Esmeraldas), im Südosten an die Parroquia Chura sowie im Südwesten an die Parroquia Cube.